# Lion Feuchtwanger

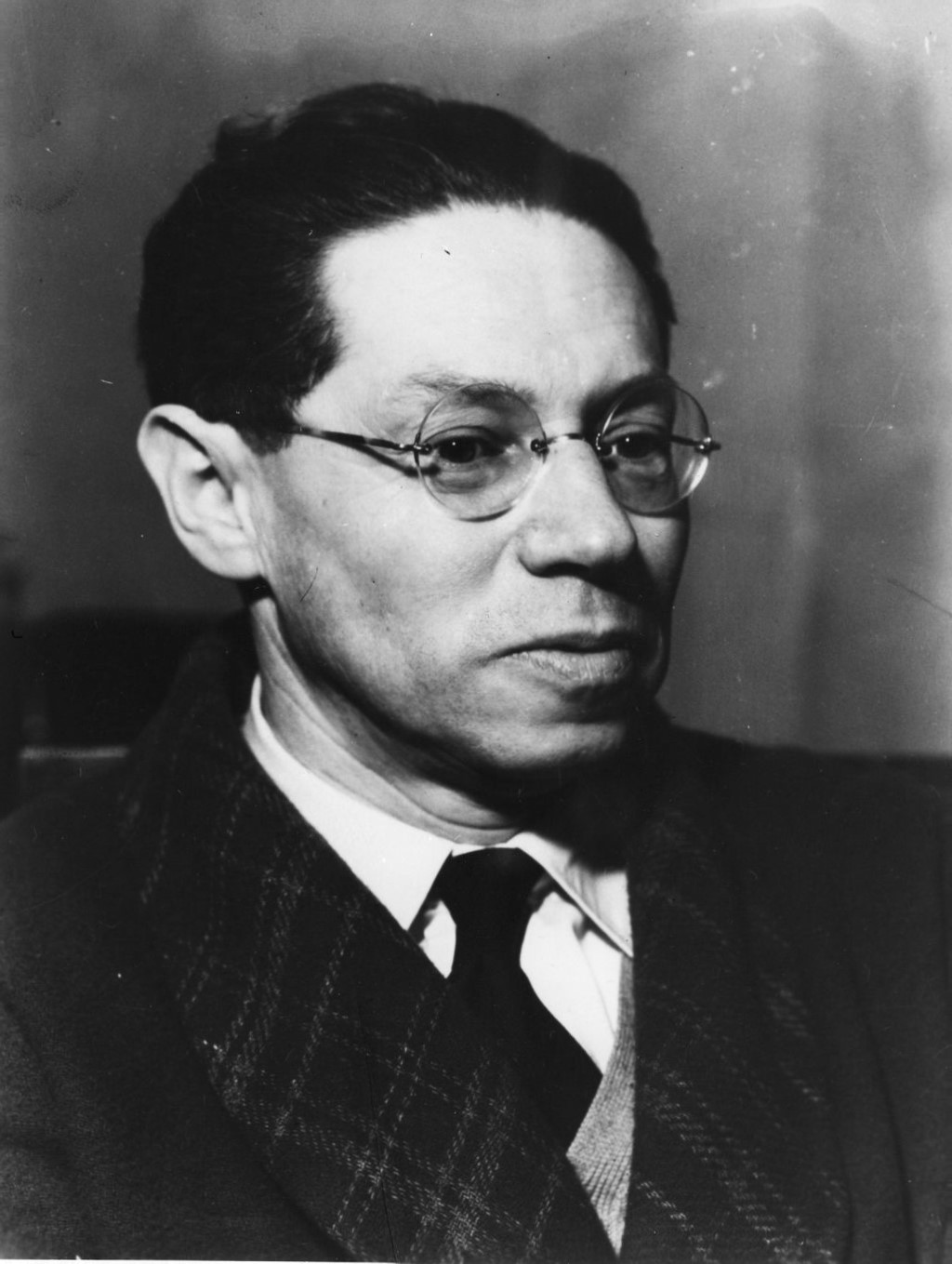
Lion Feuchtwanger

Lion Feuchtwanger (foneticky Lijon Fojchtvang(e)r) (7. července 1884 Mnichov, Německo – 21. prosince 1958 Los Angeles, USA) byl německý židovský spisovatel romanopisec, dramatik, překladatel a divadelní kritik.

## Životopis
Narodil se 7. července 1884 v Mnichově do početné rodiny židovského továrníka. Studoval germanistiku, filozofii a antropologii v Mnichově a Berlíně (1903–1907), hodně cestoval, především do Itálie a Francie.
V roce 1908 se stal vydavatelem vlastního literárního časopisu Der Spiegel a divadelním kritikem časopisu Die Schaubühne. Roku 1912 se oženil a o dva roky později byl internován do Tunisu, uprchl do Německa, žil v Mnichově, psal protiválečné básně a překládal indická, řecká a španělská dramata. Z let 1918–1919 se datuje jeho přátelství s Bertoltem Brechtem. Od roku 1925 do roku 1933 žil v Berlíně, po nástupu Hitlera emigroval do Francie.
Účastnil se protiválečných a protifašistických kongresů, patřil k nejaktivnějším činitelům antifašistických hnutí, 1936 s Bertoltem Brechtem a Willi Bredelem (o 13 a o 16 let mladšími) založil a vydával emigrantský časopis Das Wort.
V roce 1937 navštívil Sovětský svaz a později označil tuto cestu – vedle 1. světové války – za rozhodující prožitek pro svůj život a literární dílo. Cestopis Moskau (1937) je psán se sympatiemi k socialistickému státu a mj. polemizuje se známou knihou André Gida (Návrat ze SSSR, 1936). Při cestě z Moskvy se zastavil v Praze, jeho chystaná přednáška však byla policejně zakázána. Roku 1940 byl ve Francii internován a jen s velkými potížemi se dostal za hranice a posléze do USA. Od roku 1941 žil v Kalifornii. Po válce byl vyznamenán státní cenou NDR (1953) a Humboldtova berlínská univerzita mu udělila titul doktora h.c. (1954): „Humanisticky a ostře protifašisticky orientovaný spisovatel, znamenitý vypravěč“.

## Dílo
Jeho dílo (jež patřilo v Evropě k nejpopulárnějším) je protiválečné a antifašistické. Začal jako překladatel, překládal například Aischyla, Aristofana, vedle protiválečných básní psal i dramata, nejvíce pak historické romány. Napsal řadu dějově velmi poutavých historických románů (projevil zde nejen znalost doby, ale i svou fantazii), často čerpal ze židovských dějin.
Proslavil se romány Ošklivá vévodkyně (1923) a Žid Süss (1925), který původně napsal jako drama. Jsou naplněny všelidským humanismem, přesto byl Žid Süss za nacistického režimu pod stejným jménem zfilmován a hrubě zneužit k antisemitské propagandě.
Po roce 1933 došel k závěru, že proti vládě násilí je třeba vystoupit také násilím. Přímou reakcí na rozmach nacismu byla románová trilogie z německé současnosti Čekárna (1930–1940; skládá se z částí Úspěch, Oppermannovi a Vyhnanství). Značný ohlas měl i historický román Nepravý Nero (1936) a trilogie Josephus Flavius (1932–1942; části Válka židovská, Synové a Zaslíbená země), kde Feuchtwanger na příkladu židovského historika Flavia a protiřímského židovského odboje na počátku 1. století vytvořil monumentální dílo, skýtající mnohé paralely se současností. Hlavní hrdina prožívá situaci společenských krizí, zvratů a neustálého napětí – obdobně jako protagonisté dalších jeho románů – jako hluboký niterný konflikt.
Podle něj autor historických románů ví, že „síly uvádějící národy do pohybu jsou dodnes stejné od doby, co existuje zaznamenávaná historie. Postihnout tyto zákony je patrně nejvyšším cílem, jehož může historický román dosáhnout.“ Autor historického románu „chce vylíčit přítomnost, nehledá v historii popel, ale oheň.“ K historické látce přistupuje tedy stejně jako např. Heinrich Mann.
Dobrodružné okolnosti internace ve Francii a dramatického útěku do USA zachytila vzpomínková reportáž Neblahá Francie (1942) s titulem Ďábel ve Francii (1954). V USA vznikly další romány: příběh fašistického jasnovidce Lautensacka (Bratři Lautensackové – 1943, což tematicky navazuje na trilogii Čekárna), dále příběh válkou postižené dívky Simone (1944), historická trilogie Lišky na vinici (1947 – 1948), která vyšla rovněž pod titulem Zbraně pro Ameriku (1953) a jedná se o rozměrný román z období před Velkou francouzskou revolucí. Bláznova moudrost aneb Smrt a slavné zmrtvýchvstání (1952) pojednává o Jeanu-Jacquesi Rousseauovi. Goya aneb Trpká cesta poznání (1951) vypráví životní příběh velkého španělského malíře 18. a počátku 19. století Francisca de Goya. V románu Goya i v Židovce z Toleda (1955) dokládá autor Aristotelovu tezi, že literatura dokáže lépe postihnout historii než věda.

### Romány
- Žid Süss – 1925, jeho první román mu získal slávu. Vypráví o židovském finančníkovi, který dosáhl nejvyššího postavení ve společnosti, nakonec je ale kvůli závisti ostatních popraven.
- Čekárna – 1930 – 1940, antifašistická trilogie
  - Úspěch – 1930, o vzniku nacismu v Bavorsku
  - Oppermannové – 1933, o prvních měsících Hitlerovy vlády
  - Vyhnanství – 1940, o životě německé emigrace
- Bratři Lautensackové – 1943
- Šimona – 1945

#### Historické romány
S tímto druhem literatury měl největší úspěch.
- Ošklivá vévodkyně – 1930 – historický román
- Josephus Flavius – trilogie pojednávající o židovském odboji proti Římu v 1. století podle historika Josepha Flavia
  - Židovská válka – 1932
  - Synové – 1935
  - Zaslíbená země – 1942
- Nepravý Nero – 1936
- Lišky na vinici – 1948 – děj je zasazen do doby před Velkou francouzskou revolucí, má tři části: Zbraně pro Ameriku, Aliance a Cena. Hlavními postavami díla jsou Josef II., Ludvík XVI., dramatik Beaumarchais a Benjamin Franklin.
- Goya – 1951 – tento román je věnován velkému španělskému malíři – Franciscu de Goya y Lucientes
- Bláznova moudrost – 1952 – podtitul Smrt a slavné z mrtvých vstání Jeana-Jacquese Rousseaua, děj se odehrává v průběhu 20. let 18. století. Hlavní postavou je Jean-Jacques Rousseau.
- Židovka z Toleda – 1955 – zabývá se španělským středověkem.
- Jefta a jeho dcera – 1957 – příběh vůdce staroizraelského kmene Galád napsaný na námět z biblické Knihy Soudců

### Dramata
- Váleční zajatci (1919) (v Německu později zakázáno)
- Julius Farnes
- Vasantasena
- Žid Süss
- Thomas Wendt
- Kupec holandský
- Život Eduarda XI.

### Výbory zdíla
- Desdemonin dům – sbírka šesti povídek, dvou historických dramat a jedné literární eseje
- Po sezoně – sbírka osmi povídek